# Micrasema bennetti
Micrasema bennetti är en nattsländeart som beskrevs av Ross 1947. Micrasema bennetti ingår i släktet Micrasema och familjen bäcknattsländor. Inga underarter finns listade i Catalogue of Life.